# María José Castro Cañas
María José Castro Cañas (Cadis, Andalusia, 27 de febrer de 1967) és una exjugadora de bàsquet gaditana.
Alera pivot, competí amb el Bàsquet Manresa Sant Francesc a la Primera Divisió durant set temporades (1984-91), arribant a ser-hi la capitana de l'equip. Amb l'equip manresà aconseguí dos subcampionat de Lliga catalana (1987 i 1990). Posteriorment, jugà al Club Bàsquet Castellet (1991-94), Agrupació Esportiva Sedis Bàsquet, Club Bàsquet Olesa, Club Bàsquet Vilatorrada i Joventut Esportiva Terrassa. Internacional amb la selecció espanyola en categories inferiors, participà al primer Campionat del Món en categoria júnior (1985), finalitzant en setena posició.